# Santisukia
Santisukia es un género perteneciente a la familia de las bignoniáceas con dos especies de pequeños árboles.

## Taxonomía
El género fue descrito por Richard Kenneth Brummitt  y publicado en Kew Bulletin 47(3): 436. 1992.

## Especies
| - Santisukia kerrii (Barnett & Sandwith) Brummitt - Santisukia pagetii (Craib) Brummitt |